# Évêché titulaire d'Aemona
Aemona est le nom d'un diocèse de l'église primitive situé à Novigrad en Istrie, Croatie. Il est utilisé comme siège titulaire pour un évêque chargé d'une autre mission que la conduite d'un diocèse contemporain.
Il est actuellement porté par José Avelino Bettencourt, nonce apostolique en Guinée équatoriale (en) et au Cameroun.

## Situation géographique
Ce diocèse était situé dans la province romaine d'Istrie au nord-est de l'Italie actuelle.

## Liste des évêques contemporains titulaires de ce diocèse
| Début      | Fin        | Nat.            | Nom                          | Fonction exercée                                                                                    |
| ---------- | ---------- | --------------- | ---------------------------- | --------------------------------------------------------------------------------------------------- |
| 03/07/1969 | 05/03/1973 | Italie          | Ugo Poletti                  | Pro-vicaire de Rome                                                                                 |
| 21/03/1973 | 29/10/1996 | Espagne         | Maximino Romero de Lema (es) | Secrétaire de la Congrégation pour le clergé                                                        |
| 22/07/1997 | 24/11/2007 | Argentine       | Leonardo Sandri              | Nonce apostolique au Venezuela (en) puis au Mexique (en)                                            |
| 05/01/2008 | 16/04/2011 | Italie          | Beniamino Pizziol (it)       | Évêque auxiliaire de Venise                                                                         |
| 31/01/2012 | 23/11/2017 | Italie          | Lorenzo Leuzzi (it)          | Évêque auxiliaire de Rome                                                                           |
| 26/02/2018 |            | Italie · Italie | José Avelino Bettencourt     | Nonce apostolique en Arménie (en) et en Géorgie (en) puis en Guinée équatoriale (en) et au Cameroun |